# Misión de San Pedro Mártir de Verona
La Misión de San Pedro Mártir fue fundada por el misionero dominico Cayetano Pallas y fuego atendida el sacerdote José Loriente el 27 de abril de 1794, en la cordillera la Sierra San Pedro Mártir en Baja California, México.
Localizado en una elevación encima 1,500 metros del nivel de mar y lejos de la costa, San Pedro de Misión Mártir aparece para representar una iniciativa por el dominicos para extender control sobre los indios kiliwas quiénes habían vivido fuera del alcance de las misiones costeras más tempranas. 
El primer sitio de la misión era Casilepe; más tarde en el mismo año este fue reubicado a Ajantequedo, aproximadamente 13 kilómetros al nordeste. La fecha del cierre de la misión es un poco incierto, entre 1806 y 1824. 
La misión fue reubicada a la Misión de Santo Domingo.
Las exploraciones arqueológicas han localizado rastros posibles del primer sitio de misión. Las fundaciones y las paredes sobreviven en el segundo sitio de misión.